# Duqaq
Abu Nasr Shams al-Muluk Duqaq (muerto el 8 de junio de 1104) fue el gobernador selyúcida de Damasco entre 1095 y 1104. 
Duqaq era hijo del gobernador selyúcida de Siria, Tutush I, y de Khatun Safwat al-Mulk. Era hermano de Fakhr al-Mulk Radwan. Cuando su padre murió en 1095, Radwan reclamó el trono de Siria, y Duqaq heredó inicialmente un territorio en Al-Jazira mientras que vivía con su hermano en Alepo. Sin embargo, pronto inició una rebelión para conseguir el control de Damasco, llevando a Siria hasta una guerra civil. Duqaq tenía el apoyo de Yaghi-Siyan, gobernador de Antioquía, que no tenía ningún enfrentamiento personal con Radwan, pero sí con su atabeg, Janah ad-Dawla. También se unió a Duqaq el gobernador de Jerusalén, Ilghazi. Radwan, por su parte, consiguió el apoyo del hermano de Ilghazi, Sokman.
Radwan atacó a Yaghi-Siyan, y cuando Duqaq e Ilghazi acudieron en su ayuda Radwan aprovechó para sitiar Damasco. Sin embargo, Radwan entró en conflicto con Janah ad-Dawla, que le arrebató Homs, lo que supuso el final de sus relaciones con él. Eso permitió un acercamiento a Yaghi-Siyan, que se consolidaría en una alianza entre ellos formalizada con el matrimonio entre Radwan y Yaghi-Siyan.
Los dos juntos estaban preparados para atacar Shaizar cuando recibieron noticias de la llegada de la Primera Cruzada. Todas las alianzas se disolvieron y cada uno retornó a sus ciudades de origen. Se cree que si las alianzas hubiesen permanecido intactas o si hubiesen sido capaces de trabajar conjuntamente, es posible que hubiesen podido evitar el éxito de la cruzada.
En el invierno de 1097-1098 se produjo el asedio de Antioquía por los cruzados, y Yaghi-Siyan y su hijo Shams ad-Dawla acudieron a Duqaq en busca de ayuda militar. El 30 de diciembre de 1097, los refuerzos enviados por Duqaq fueron derrotados por una partida dirigida por Bohemundo de Tarento, y Duqaq se retiró a Homs. Más tarde Duqaq se uniría a Kerbogha de Mosul para atacar a los cruzados después de la caída de Antioquía en 1098. Sin embargo, las tropas de Duqaq desertaron durante la batalla y Kerbogha fue derrotado. 
Mientras que estaba ocupado en Siria, las posesiones de Duqaq en Al-Jazira fueron capturadas por algunos vasallos rebeldes. En 1099 lograría recapturar Diyarbakır.
En 1100, Duqaq tendió una emboscada a Balduino de Edesa en Nahr al-Kalb, a las afueras de Beirut, mientras que éste se trasladaba a Jerusalén para suceder a su hermano Godofredo de Bouillón como nuevo rey de Jerusalén. Los hombres de Balduino fueron capaces de defender un estrecho paso, y las tropas de Duqaq no lograron atravesar esa defensa. Balduino resultó victorioso y continuó hasta Jerusalén.
En 1103 Duqaq capturó Homs, después de que el antiguo atabeg de Radwan, Janah ad-Dawla, fuese asesinado. Duqaq cayó enfermo y, siguiendo los consejos de su madre, eligió a su propio atabeg, Toghtegin como atabeg de su hijo Tutush II. Duqaq murió el 8 de junio de ese año.
Toghtegin, por su parte, pronto lograría derrocar la dinastía de Duqaq para establecer la suya propia, la dinastía buridí, que gobernaría Damasco durante el siguiente medio siglo.